# Melanocetus
Melanocetus là một chi cá trong họ đơn chi Melanocetidae.

## Các loài
- Melanocetus eustalus Pietsch & Van Duzer, 1980
- Melanocetus johnsonii Günther, 1864
- Melanocetus murrayi Günther, 1887
- Melanocetus niger Regan, 1925
- Melanocetus rossi Balushkin & Fedorov, 1981